# 武攸止
武攸止（？—？），唐朝并州文水（今山西省文水县）人。他是武则天伯父武士讓的孙子，從兄弟武攸暨、武攸寧。

## 生平
690年九月十二，武则天迫使儿子唐睿宗退位，自称圣神皇帝，建立武周，武攸止被封为恒安王。同时，武承嗣為魏王，武三思為梁王，武攸寧為建昌王、武攸歸九江王、武攸望會稽王，武懿宗河內王、武嗣宗臨川王、武仁範河間王，武載德潁川王，武攸暨千乘王，武攸宜建安王、武攸緒安平王、武重規高平王，武延基南陽王、武延秀淮陽王，武崇訓高陽王、武崇烈新安王，武延暉嗣陳王、武延祚咸安王。武攸止官至司賓卿（即唐朝的鸿胪卿）、絳州刺史。在武周時就已经去世，不及神龙革命之后的削封。武攸止之女，幼年入宮，后来成为唐玄宗的武惠妃。

## 子
- 武昕忠，《后妃传》作武忠，武惠妃同母弟，官至国子祭酒、鴻臚卿
- 武信忠，《后妃传》作武信，武惠妃同母弟，祕書監同正[5]